# Onegin (racconto)
Onegin è un racconto di genere giallo-storico della scrittrice italoamericana Ben Pastor. Narra un'indagine condotta durante la campagna di Russia nell'estate del 1943, da Martin Bora, ufficiale della Wehrmacht già protagonista di una serie di romanzi a sfondo giallo-storico, ambientati durante la Seconda guerra mondiale.
 Nella edizione italiana fa parte di una antologia che raccoglie racconti dedicati a delitti avvenuti in ambito familiare.

## Titolo
Il titolo del racconto coincide con il nome di battesimo di uno dei personaggi principali, il maestro ucraino Onegin Sergeyevich Dushenko. Tuttavia, come si evince dalla trama, presenta anche un implicito riferimento ad un comportamento estremo dovuto a motivi inadeguati, come quello adottato dal protagonista dell'omonima opera di Alexander  Puškin, di cui in esergo è riportata una breve citazione:
(Alexander Puškin, Evgenj Onegin)

## Incipit
"Un delatore è una figura odiosa. Un delatore all’interno della cerchia familiare lo è ancora di più. Ciò nondimeno non possiamo ignorare la denuncia. E non possiamo neanche difendere il nostro onore di soldati al bel modo antico, mettendo a morte il delatore dopo averlo ricompensato."

Attraverso la pianura sterminata l’afa creava immagini fantasma rasoterra, come se un tappeto di specchi infranti riflettesse oggetti e distorte figure umane, capovolgendole. Anche dall’interno della tenda, un triangolo di cielo abbagliante color sudario, come aveva scritto un poeta soldato nella Grande Guerra, rendeva difficile soffermare lo sguardo sul paesaggio.»

## Trama
Estate del 1943: le truppe tedesche di occupazione sul suolo russo si stanno gradualmente ritirando. 
 Nel campo militare in cui si trova il maggiore Martin von Bora è accaduto un fatto inusuale: un anziano maestro di scuola, Onegin Dushenko, si è presentato spontaneamente per denunciare il proprio figlio, colpevole di aver nascosto armi in una fattoria, allo scopo di preparare attentati partigiani contro il nemico. Il reato, se provato, prevede l'immediata pena di morte mediante impiccagione; tuttavia prima di procedere, il comandante del campo, colonnello von Solomon, affida al suo sottoposto l'incarico di indagare più a fondo su di una questione che appare così poco chiara: perché un padre dovrebbe voler denunciare il proprio figlio? E perché un figlio avrebbe scelto per armi tanto pericolose un nascondiglio così vicino al suo stesso padre, che potrebbe pertanto essere accusato di complicità?
 Il maggiore Bora scopre senza difficoltà che la denuncia del vecchio Onegin è assolutamente fondata: arresta il giovane Dushenko, poi si dedica ad interrogare quanti vivono nello stesso kolchoz da cui proviene il maestro per cercare di capire le motivazioni del suo strano comportamento.
 Ciò che scopre è sconcertante e difficilmente suffragabile con prove certe, ma tanto von Bora quanto von Solomon non hanno dubbi: sembra che il reciproco odio dei Dushenko trovi origine nel fatto che il ragazzo non è figlio del maestro, bensì  frutto di un'antica violenza subita dalla sua defunta moglie nel 1920, ai tempi del passaggio in zona dei cosacchi antibolscevichi del barone Pyotr Nikolaievich Wrangel. 
La  Dushenkova, impiccatasi poco più di un mese prima, non è l'unica vittima femminile della fattoria: negli ultimi vent'anni quattro donne si sono suicidate e almeno altre cinque sono rimaste vittime di strani incidenti. Pare insomma che nell'impossibilità di vendicarsi contro i violentatori, gli uomini del kolchoz nel tempo abbiano agito contro le vittime, forse per mezzo di una serie di omicidi incrociati, mascherati da suicidi o da incidenti.
Bora e von Solomon si rendono conto che nessuno è ragionevolmente perseguibile per quelle morti e che l'esecuzione del giovane Dushenko sarà soltanto una vendetta per procura del vile Onegin; tuttavia, per ragioni di opportunità politica e militare, l'impiccagione deve aver luogo ugualmente.

## Personaggi
- Von Solomon. Colonnello della Wehrmacht, comandante dell'unità a cui appartiene Bora. È un ufficiale competente e relativamente umano;  poco più che cinquantenne, appartiene ancora alla vecchia scuola. Pacato e malinconico, nella vita civile era un avvocato.

- Martin von Bora. Giovane maggiore della Wehrmacht, è al suo secondo turno come volontario durante la campagna russa. Ha partecipato all'assedio di Stalingrado e alla battaglia di Kursk; da poche settimane ha perduto l'amato fratellastro minore Peter, abbattuto con il suo aereo proprio nei pressi di Kursk, e questo lo predispone a sentimenti di rivalsa e vendetta contro il nemico: in nome del buon senso e dell'onore egli cerca di dominarli ma la cosa non gli riesce facile.

- Onegin Sergeyevich Dushenko. Anziano maestro di scuola, vedovo, vive in un kolchoz chiamato ‘'Sentiero di Stalin’. Chiuso e dotato di una certa durezza, non ispira grande simpatia né eccessiva fiducia. Pare che il suo nome non costituisca un omaggio letterario, essendo stato scelto forse a caso dai genitori.

- Nagel. Sergente maggiore, attendente di Bora sin dai tempi dell'assedio di Stalingrado. Leale e diligente, più anziano dello stesso Bora, del quale potrebbe essere padre, conosce la lingua russa in maniera sufficiente a comprendere e a farsi capire.

## Cronologia
La vicenda narrata nel racconto, ambientato nella Russia centro-meridionale, copre un periodo di poche ore – dalla tarda mattinata al tramonto – di un'unica giornata nell'estate del 1943. Vengono però rievocati anche eventi accaduti in zona nel corso dell'anno 1920.

## Edizioni
- Ben Pastor, ‘'Onegin'’, in A.A.V.V., Family Day, Sperling & Kupfer, 2008 - ISBN 8820044943